# Ligne du Pouzin à Privas
La ligne du Pouzin à Privas est une ligne ferroviaire française à voie normale déclassée en totalité depuis 2014 qui reliait la gare du Pouzin située sur la ligne de Givors-Canal à Grezan à celle de Privas préfecture du département de l'Ardèche.
Elle constitue la ligne 804 000 du Réseau ferré national.

## Histoire
Cette ligne avait été concédée à titre éventuel à la toute nouvelle Compagnie des chemins de fer de Paris à Lyon et à la Méditerranée (PLM) par la loi du 19 juin 1857. La promesse de concession portait sur une ligne de Privas à la ligne de Lyon à Avignon (rive gauche du Rhône, emplacement à déterminer) avec prolongement sur Crest. La ligne a été déclarée d'utilité publique le 3 août 1859 rendant ainsi la concession définitive. Le tracé retenu passait par Le Pouzin, par ou près La Voulte-sur-Rhône et par ou près Livron.
Les travaux débutèrent en octobre 1859 et la ligne a été ouverte à l'exploitation le 17 février 1862.
Elle rejoignait la ligne de Paris-Lyon à Marseille-Saint-Charles à Livron, grâce à un pont sur le Rhône entre La Voulte-sur-Rhône et Livron. La section du Pouzin à La Voulte fait désormais partie de la ligne de Givors-Canal à Grezan, construite de 1874 à 1880.
Elle a été fermée en totalité au service des voyageurs le 5 décembre 1938.
Le 24 septembre 1989, la section terminale aux abords de Privas a été fermée au service des marchandises et la ligne a été déclassée du PK 658,900 à 661,978 le 10 novembre 1989. Le 15 avril 2002, le reste de la ligne (PK 640,962 à 658,900) a été retranché du réseau ferré national.
Ce retranchement a été annulé par le Tribunal administratif de Lyon le 16 novembre 2010, jugement confirmé par La Cour administrative d’appel de Lyon le 3 novembre 2011. Les terrains supportant la ligne ont été déclassés du domaine public ferroviaire par des décisions de RFF le 29 janvier 2014.
Les installations de la ligne ont été déposées avant le jugement d'annulation du retranchement. La ville de Privas est ainsi la seule préfecture de France métropolitaine sans desserte ferroviaire.

## Infrastructure
C'était une ligne à voie unique au profil médiocre, les déclivités atteignaient 15 ‰.

## Voie douce

### Schéma départemental en faveur du vélo - Les voies douces d'Ardèche
En 2011, l'Ardèche adopte le Schéma départemental en faveur du vélo. Parmi ses objectifs se retrouvent le développement du tourisme, des loisirs ou encore des accès aux collèges du territoire. Ces différentes fonctions peuvent être assurées en particulier par des voies vertes.

Le logo des véloroutes - voies vertes du département de l'Ardèche

Le projet départemental comprend donc des véloroutes / voies vertes généralement aménagées sur l’itinéraire d'anciennes voies ferréesdont la voie douce de la Payre sur l'ancienne voie ferrée entre Le Pouzin et Privas. Les intercommunalités (communautés de communes) réalisent les aménagements. Le département participe au financement et propose son aide en matière de faisabilité technique et communication / promotion avec notamment le recours à une charte signalétique et l'emploi d'un identifiant. Ces tronçons sont présentés au public sous la marque Voies douces de l'Ardèche et reconnaissables à leur illustration de chèvre faisant du vélo, la Biclette.
Dans le cadre de ce schéma, la voie douce de la Payre est en cours d'aménagement.

### Premières phases de la voie douce de la Payre entre le Pouzin et Chomérac
Un premier tronçon a été réalisé du quartier du Petit Moras sur la commune de Chomérac jusqu’au quartier Pierre Soulet au-delà de l’ancienne gare de Saint-Lager-Bressac en 2012. En juin 2014, un second tronçon de 4 km vient compléter cet itinéraire. Il s’étend sur les communes de Baix et du Pouzin, avec une jonction prévue avec la ViaRhôna au Pouzin.

### Les travaux entre Privas et Chomérac
Au regard du succès du tronçon de 8 km entre le Pouzin et Chomérac, la Communauté d'agglomération Privas Centre Ardèche a décidé la réalisation de la portion restante sur son territoire. Avec les 6,5 km se situant sur la Communauté de communes Barrès-Coiron, ce sont 19,5 km qui seront livrés en voie douce à la fin des travaux[Quand ?].
Sur ce dernier tronçon, la voie offrira trois mètres de large et sera revêtue en enrobé.